# Anne Carson
Anne Carson (Toronto, Canadá, 21 de junho de 1950), é uma escritora de língua inglesa conhecida em maior medida pelos livros de poesia que escreveu e por suas traduções de literatura grega antiga. Foi a primeira mulher a ganhar o TS Eliot Prize.

## Biografia
Anne Carson, nascida em Toronto em 1950, teve seu primeiro contato com a literatura grega Clássica e Helênica enquanto cursava o ensino médio. Literatura esta que viria a ser uma importante marca de sua produção poética, bem como delimitaria o seu escopo disciplinar como professora. Estudou Clássicos na Universidade de Toronto, curso direcionado ao apredizado e pesquisa da antiguidade grega e romana, curso onde também realizou sua pós-graduação. Deu aulas em muitas universidades no Canadá e nos Estados Unidos, dentre essas a Universidade de Michigan e a Universidade McGill. Estreiou como escritora com o ensaio Eros the Bittersweet: An Essay.

## Prêmios
- Quebec Writers' Federation Awards: Poesia (1996; 1998; 2001)[4]
- Membro da Ordem do Canadá (2005)[5]
- Griffin Poetry Prize (2001; 2014)[6]
- National Book Critics Circle Award: Poesia (2010)[7]
- T.S. Eliot Prize (2001)[8]
- Prémio Princesa das Astúrias das Letras (2020)[9][10]

## Obra
Como escritora Carson publicou livros de poemas, ensaios e traduções. Como poeta ficou conhecida por turvar os limites entre o verso, a prosa e o ensaio, com os romances em verso Autobiography of Red: A Novel in Verse e The Beauty of the Husband: A Fictional Essay in 29 Tangos. Bem como pela aproximação com a literatura grega antiga, tanto formal quanto temática, de sua escrita. Entre suas traduções constam peças teatrais de Eurípedes e Sófocles, e poemas de Safo.
Uma das características mais marcantes do estilo de Anne Carson é o fato de que ele elude as divisões de gênero mais convencionais que muitos esperam encontrar entre poesia, ensaio e narrativa. Seus versos são ensaísticos e narrativos, enquanto os ensaios contêm por vezes associações tão inesperadas que a forma da sua expressão não é a do fio linear que esperaríamos da lógica mais convencional desse gênero, mas da ordem dos cortes de sentido e da contaminação inusitada, própria desse outro modo de comunicação mais intenso, que é o da poesia.

### Obras publicadas
- Eros the Bittersweet: An Essay (1986)
- Glass, Irony, and God (1992)
- Plainwater: Essays and Poetry (1995)
- Autobiography of Red: A Novel in Verse (1998)
- Men in the Off Hours (2001)
- The Beauty of the Husband: A Fictional Essay in 29 Tangos (2001)
- If Not, Winter. Fragments of Sappho (Tradução, 2003)
- Decreation (2005)
- Grief Lessons: Four Plays by Euripides (Tradução, 2006)
- An Oresteia (Tradução, 2009)
- Nox (2010)
- Red Doc> (2013)
- Float (2016)

### Traduções para o português
- Autobiografia do vermelho: Um romance em versos, Editora 34, 2021. (tradução de Ismar Tirelli Neto)[13]
- Eros, o doce-amargo: Um ensaio, Bazar do Tempo, 2022. (tradução de Julia Raiz)[14]
- Falas curtas, Relicário, 2022. (tradução de Laura Erber e Sergio Flaksman)[15]
- Sobre aquilo em que eu mais penso: Ensaios, Editora 34, 2023. (tradução de Sofia Nestrovski)[16]
- A beleza do marido: um ensaio ficcional em 29 tangos, Bazar do Tempo, 2024. (tradução de Julia Raiz)[17]